# 린데

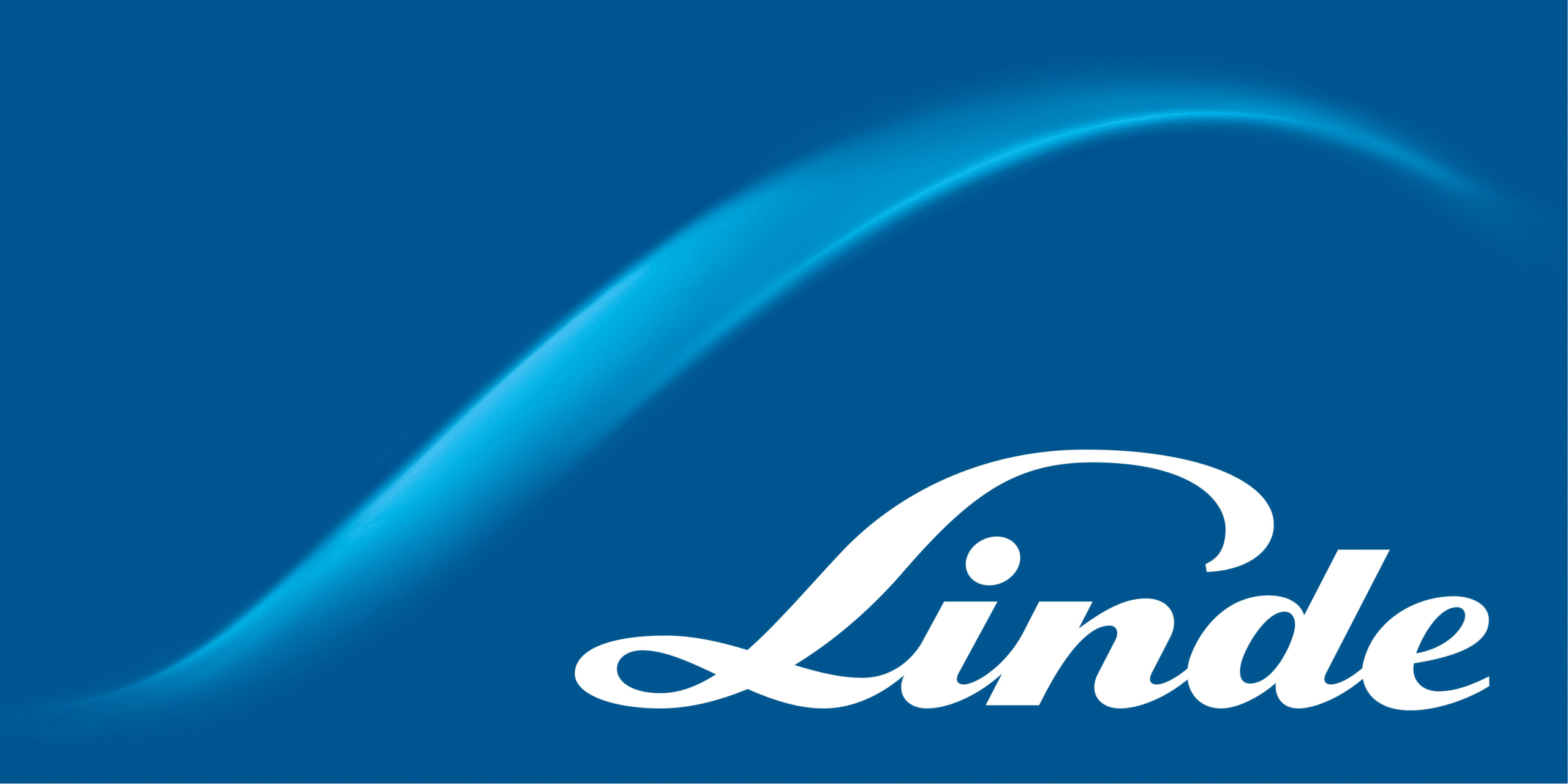

린데(Linde)는 독일에 설립된 글로벌 다국적 화학 기업으로, 2018년부터 아일랜드에 상주하고 영국에 본사를 두고 있다. 린데는 시장 점유율과 소득 면에서 세계 최대의 산업 가스 기업이다. 고객을 대상으로 의료, 석유정제, 제조, 음식, 음료의 탄산화, 광섬유, 제철, 항공우주, 물질관리장비(MHE), 화학, 전기, 수처리 산업을 서비스하고 있다. 이 기업의 주 사업은 산소, 질소, 아르곤, 비활성 기체 등 대기 기체의 제조 및 배급이며 이산화 탄소, 헬륨, 수소, 암모니아, 전기가스, 특수가스, 아세틸렌을 포함한 기체를 처리한다.
이 기업은 1879년 설립된 린데 AG와 1907년 "Linde Air Products Company"라는 사명으로 설립된 미국의 기업 Praxair의 합병을 통해 설립되었다.